# Areias (São Paulo)
Areias é um município da Região Geográfica Imediata de Cruzeiro, no leste do estado de São Paulo, no Brasil.

## História
Até o século XVIII, a região era habitada pelos índios puris e botocudos, que passaram então a sofrer o assédio dos desbravadores de origem europeia. À margem da antiga estrada imperial que ligava São Paulo ao Rio de Janeiro, Areias teve sua origem no século dezoito a partir de um pouso de tropeiros que, dali, buscavam o porto de Mambucaba, tornado Freguesia em janeiro de 1748. Dentre seus primeiros moradores conhecidos, destacam-se o coronel Simeão da Cunha Gago, o sertanista Máximo Barbosa e o padre Felipe Teixeira. Em 26 de janeiro de 1784, foi criada a freguesia de Areias, em terras do município de Lorena.
Nascido com nome de Sant'ana da Paraíba Nova, o povoado tornou-se vila em 16 de novembro de 1816, com o nome de São Miguel de Areias, homenagem ao príncipe dom Miguel, filho de dom João VI. Em 1822, a cidade (mais especificamente, o Hotel Santana) serviu de pouso para o então príncipe dom Pedro na viagem na qual ele proclamaria a independência do Brasil. Passando à categoria de cidade em 1857, foi comarca de 1858 a 1937.
Areias foi o primeiro município a cultivar o café na região paulista do Vale do Paraíba. Sua produção foi tamanha que, em meados do século dezenove, chegou a responder por um décimo do total da produção agrícola da província de São Paulo. Dessa época, datam as casas e sobrados de arquitetura típica da civilização do café.
Em 1874, foi finalizada a sua igreja matriz.

## Geografia
A população estimada em 2019 era de 3 886 habitantes e a área é de 305,227 quilômetros quadrados, o que resulta numa densidade demográfica de 12,06 habitantes por quilômetro quadrado.
Seus municípios limítrofes são: Resende (RJ) a nordeste; São José do Barreiro a leste e sudeste; Cunha a sudoeste; Silveiras a oeste; e Queluz a noroeste.
Altitude: 519 metros.

### Hidrografia
No município, se localiza a nascente do Rio Paraitinga.

### Rodovias
- SP-68

## Demografia
Dados do Censo - 2000:
População total: 3 600
- Urbana: 2 452
- Rural: 1 148
- Homens: 1 818
- Mulheres: 1 782

Densidade demográfica (hab./km²): 11,74
Mortalidade infantil até 1 ano (por mil): 28,54
Expectativa de vida (anos): 65,57
Taxa de fecundidade (filhos por mulher): 3,49
Taxa de alfabetização: 84,97%
Índice de Desenvolvimento Humano (IDH-M): 0,723
- IDH-M Renda: 0,652
- IDH-M Longevidade: 0,676
- IDH-M Educação: 0,840

## Política e administração
- Prefeito: Paulo Henrique de Souza Coutinho (2021/2024
- Vice-prefeito: Antenor Pinto de Souza Neto
- Presidente da câmara: José Oscar Vialta Moraes (2021/2024)

## Infraestrutura

### Comunicações
O sistema de telefones automáticos foi inaugurado na cidade em 1975 pela Telecomunicações de São Paulo (TELESP), que também implantou o sistema de discagem direta à distância (DDD) em 1987 com o código de área (0125). Anteriormente a cidade era atendida pela Companhia Telefônica Brasileira (CTB).
Na década de 90 o código DDD da cidade foi alterado para (012), para padronização do sistema telefônico com a telefonia celular que estava sendo implantada em todo o estado.

## Pessoas ilustres
- Washington de Barros Monteiro - jurista

## Religião
O Cristianismo se faz presente na cidade da seguinte forma:

### Igreja Católica
- A igreja faz parte da Diocese de Lorena.[16]

### Igrejas Evangélicas
Entre as igrejas protestantes históricas, pentecostais e neopentecostais, encontram-se na cidade:
- Assembleia de Deus Ministério do Belém.[19][20]
- Congregação Cristã no Brasil.[21]